# Ласкадура
Ласкадура (груз. ლასკადურა) — село в Грузии, на территории Лентехского муниципалитета края (мхаре) Рача-Лечхуми и Нижняя Сванетия.

## География
Село находится в северной части Грузии, на левом берегу реки Ласкадуры (правый приток Цхенисцкали), на расстоянии приблизительно 0,5 километра (по прямой) к северу от посёлка городского типа Лентехи, административного центра муниципалитета. Абсолютная высота — 1107 метров над уровнем моря.

## Население
По результатам официальной переписи населения 2014 года, в Ласкадуре проживало 75 человек (37 мужчин и 38 женщин). В национальной структуре населения грузины составляли 100 %.
| Год  | Население, человек |
| ---- | ------------------ |
| 2002 | 89                 |
| 2014 | ↘ 75               |